# See Emily Play
See Emily Play is de tweede single van de Britse rockband Pink Floyd uit 1967 en is geschreven door zanger Syd Barrett. Het nummer verscheen op de Amerikaanse editie van hun debuutalbum The Piper at the Gates of Dawn. Het nummer is opgenomen in de "500 Songs That Shaped Rock and Roll" van de Rock and Roll Hall of Fame.

## Achtergrond
"See Emily Play" is ook bekend als "Games for May", vernoemd naar een gratis concert waar Pink Floyd optrad. Het nummer gaat naar verluidt over een meisje genaamd Emily, dat Barrett zogezegd heeft gezien terwijl hij in het bos sliep nadat hij een psychedelische drug had genomen. Later zei hij dat dit verhaal nep was "...voor de publiciteit". De Emily in het lied is vermoedelijk Emily Young, dochter van de tweede baron van Kennet, Wayland Young. Er is gesuggereerd dat het slidegitaar-effect werd gemaakt door Barrett die een Zippo-aansteker gebruikte, maar andere berichten melden dat hij een plastic liniaal gebruikte. De trein op de cover van de single werd getekend door Barrett. Hoewel opgenomen op een 4-sporen recorder is het nummer - net als hun eerste single Arnold Layne - nooit in echt stereo gemixt.
Naar verluidt was Barrett niet tevreden met de uiteindelijke opname en wilde hij niet dat deze werd uitgebracht, wat producer Norman Smith weet aan zijn angst om commercieel te zijn. Tijdens de opnamesessies bezocht David Gilmour, die later in de band zou stappen, de studio en was geschokt door de veranderingen in de persoonlijkheid van Barrett, die Gilmour aanvankelijk niet herkende. Gilmour herinnerde zich dit later als "het moment dat hij veranderde".
Een deel van de melodie van de vocalen werd door Wright gespeeld op het eind van "Shine On You Crazy Diamond (Parts VI-IX)" van het album Wish You Were Here als eerbetoon aan Barrett.

## Liveoptredens
Pink Floyd trad drie keer met het nummer op tijdens Top of the Pops, op 6, 13 en 27 juli 1967. Tijdens alle optredens playbackten zij de single en Barrett zong af en toe live. De BBC wiste alle "live"-uitzendingen, maar in 2009 werd een beschadigde video teruggevonden met twee van de optredens, alhoewel alleen de eerste gedeeltelijk hersteld kon worden. Voor het tweede optreden klaagde Barrett dat de band niet op zou moeten treden, omdat "John Lennon geen Top of the Pops doet". Uiteindelijk trad hij toch op, maar zonder het enthousiasme van de week ervoor. Voor het laatste optreden was Barrett onvindbaar voor de repetities en werd met een gekneusde voet gevonden in het huis van een vriend. Ondanks zijn slechte mentale gezondheid trad hij toch op, maar vanwege zijn conditie zat hij op een groot kussen.
Het nummer werd ook gezongen tijdens een Belgische tv-special genaamd "Pink Floid" [sic], waarbij naast "See Emily Play" ook de nummers "Astronomy Domine", "The Scarecrow", "Apples and Oranges", "Paint Box", "Set the Controls for the Heart of the Sun" en "Corporal Clegg" werden gezongen. Dit was het eerste tv-optreden van Gilmour met de band. Barrett was technisch gezien nog steeds onderdeel van de band, maar er werd besloten om hem geen tv-optredens meer te laten doen, zodat Gilmour, Roger Waters en Richard Wright de vocalen van Barrett playbackten.

## Muzikanten
- Syd Barrett: leadzang, elektrische gitaar, slidegitaar
- Richard Wright: Farfisa-orgel, piano, tackpiano, Baldwin Spinet elektrische klavecimbel, achtergrondzang
- Roger Waters: basgitaar, achtergrondzang
- Nick Mason: drums

## NPO Radio 2 Top 2000
| Nummer met noteringen in de NPO Radio 2 Top 2000 | '00 | '01 | '02 | '03 | '04 | '05 | '06 | '07 | '08 | '09  | '10  | '11  | '12  | '13  | '14  | '15  | '16  | '17  | '18 | '19  |
| ------------------------------------------------ | --- | --- | --- | --- | --- | --- | --- | --- | --- | ---- | ---- | ---- | ---- | ---- | ---- | ---- | ---- | ---- | --- | ---- |
| See Emily Play                                   | 515 | -   | 930 | 656 | 763 | 986 | 869 | 847 | 820 | 1000 | 1039 | 1086 | 1331 | 1078 | 1374 | 1545 | 1985 | 1859 | -   | 1944 |

1. ↑  Een '-' betekent dat het nummer niet was genoteerd en een vetgedrukt getal geeft de hoogste notering aan.
2. ↑  2000 was het eerste jaar met een notering voor dit nummer.
3. ↑  Deze tabel is bijgewerkt tot en met de laatste editie (2024).

## Covers
- Three to One (AKA Okee Pokey Band; 1967 op het album CTV After Four)
- David Bowie (1973 op het album Pin Ups)
- Salon Music (1984 op het album La Paloma Show)
- The Grapes of Wrath (1991 op de B-kant van de single "I Am Here")
- "Perfecte kinderen" (1996 op de EP Games for May)
- Arjen Anthony Lucassen (1997 op het album Strange Hobby)
- David West (2001 op het tributealbum Pickin' on Pink Floyd: A Bluegrass Tribute)
- The Changelings (2002 op het album Astronomica)
- Judy Dyble (2006 op het album Spindle)
- All About Eve (live gespeeld sinds 1992, studiodemo uitgebracht in 2006 op het album Keepsakes)
- Martha Wainwright (2008 op het album I Know You're Married But I've Got Feelings Too)
- 3 (2008 op de re-release van het album The End Is Begun)
- John Frusciante (alleen live)
- Sèxe Illégal (2013 als Franse parodieversie onder de titel "Si Émile est gay" op het album Cover Your Ears)

Nummers van Pink Floyd